# Frances Colón
Frances Colón es una diplomática científica estadounidense, al servicio del Departamento de Estado de los Estados Unidos. 

## Biografía

### Formación
Colón creció en San Juan, Puerto Rico y obtuvo su doctorado en neurobiología del desarrollo de la Universidad Brandeis. Obtuvo su graduación en biología en 1997 de la Universidad de Puerto Rico.

### Trayectoria de diplomacia científica
Colón se desempeñó durante casi cinco años como diputada adjunta de Ciencia y Tecnología del secretario de Estado de los Estados Unidos de 2012 a 2017. En ese cargo, se convirtió en la científica hispana de más alto rango en el Departamento de Estado. Antes de este cargo, había sido asesora en Ciencia y Medio ambiente para los Asuntos del Hemisferio Occidental en el Departamento de Estado y se desempeñó como asesora interina de Ciencia y Tecnología del secretario de Estado John Kerry. En 2015, representó al gobierno de los Estados Unidos como vicepresidenta de la Comisión de las Naciones Unidas para el desarrollo de la ciencia y la tecnología. Bajo la secretaria de Estado Hillary Clinton, Colón dirigió la Energy and Climate Partnership of the Americas (ECPA), una iniciativa anunciada por el presidente Obama en la Cumbre de las Américas en abril de 2009 para acelerar la energía sostenible en las Américas.

## Esfuerzos por promover la participación de las mujeres en la ciencia
Colón es también una promotora de mujeres y niñas para que sigan carreras científicas. Durante su tiempo como diputada adjunta, supervisó la creación de la iniciativa Networks of Diasporas in Engineering and Science (NODES) para empoderar a diásporas con conocimientos científicos para desarrollar e influir en políticas efectivas y resolver desafíos en sus países de origen. Como parte del proyecto Historia no contada de mujeres en STEM de la Casa Blanca del presidente Obama, Colón compartió la historia de la científica puertorriqueña Ana Roque de Duprey.